# Кислоти молібдену
Кислоти молібдену (рос. кислоты молибдена, англ. acids of molybdenum) — кислоти, що відповідають молібдену (VI): моногідрат H2МоО4; дигідрат H2МоО4·H2O, при нагріванні (330–350 К) переходить в моногідрат. При взаємодії з гідроген пероксидом утворюються надмолібденові кислоти H2МоОх. Для ряду молібденових кислот також є характерним утворення гетеро-полікислот, що містять Si, P, As, пр., H7[P(Mo2O7)6] ·xH2O.